# Tecnología educativa

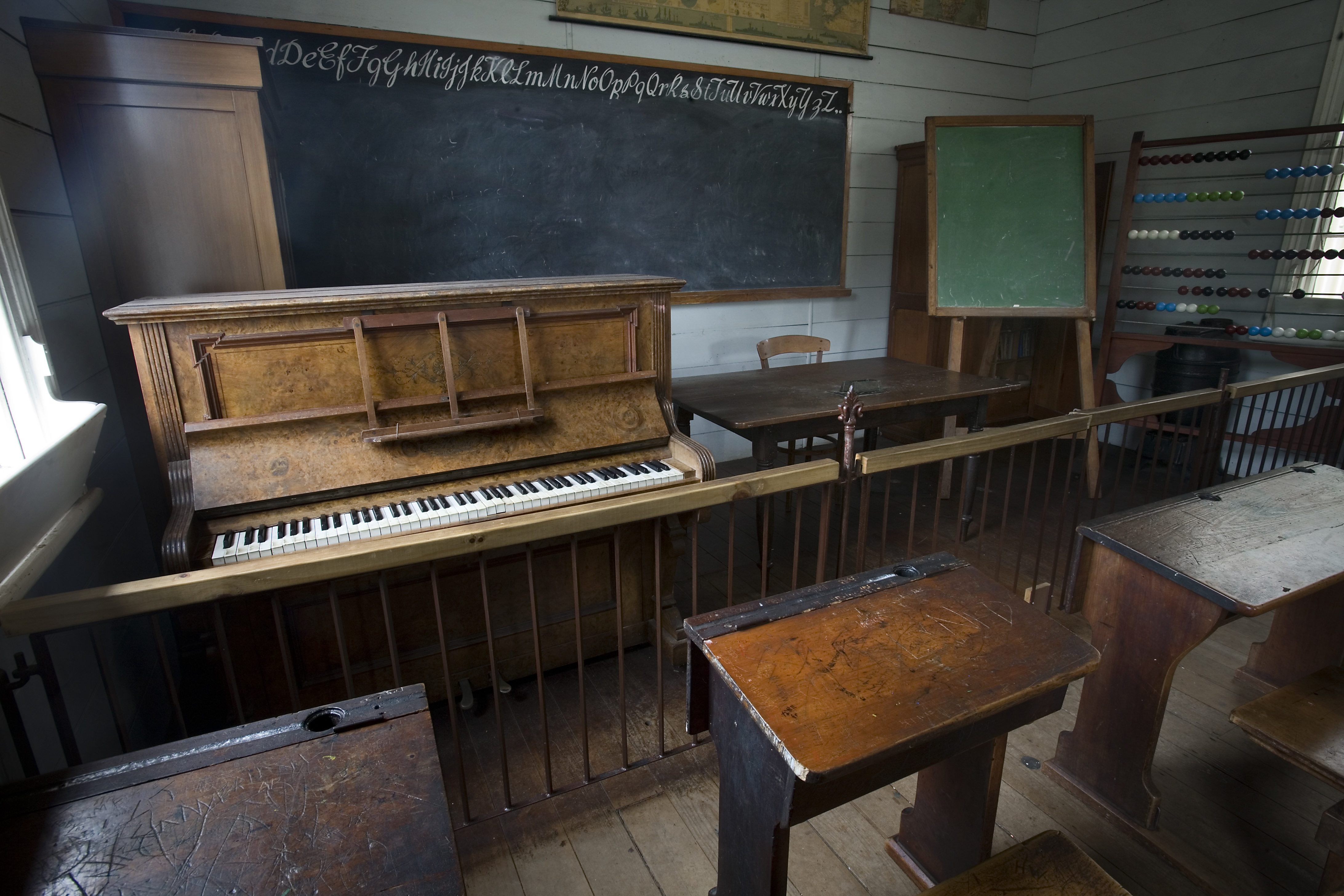
Aula de clase del siglo XIX, con un piano y una pizarra, y con bancos de madera, en Auckland, Nueva Zelanda.

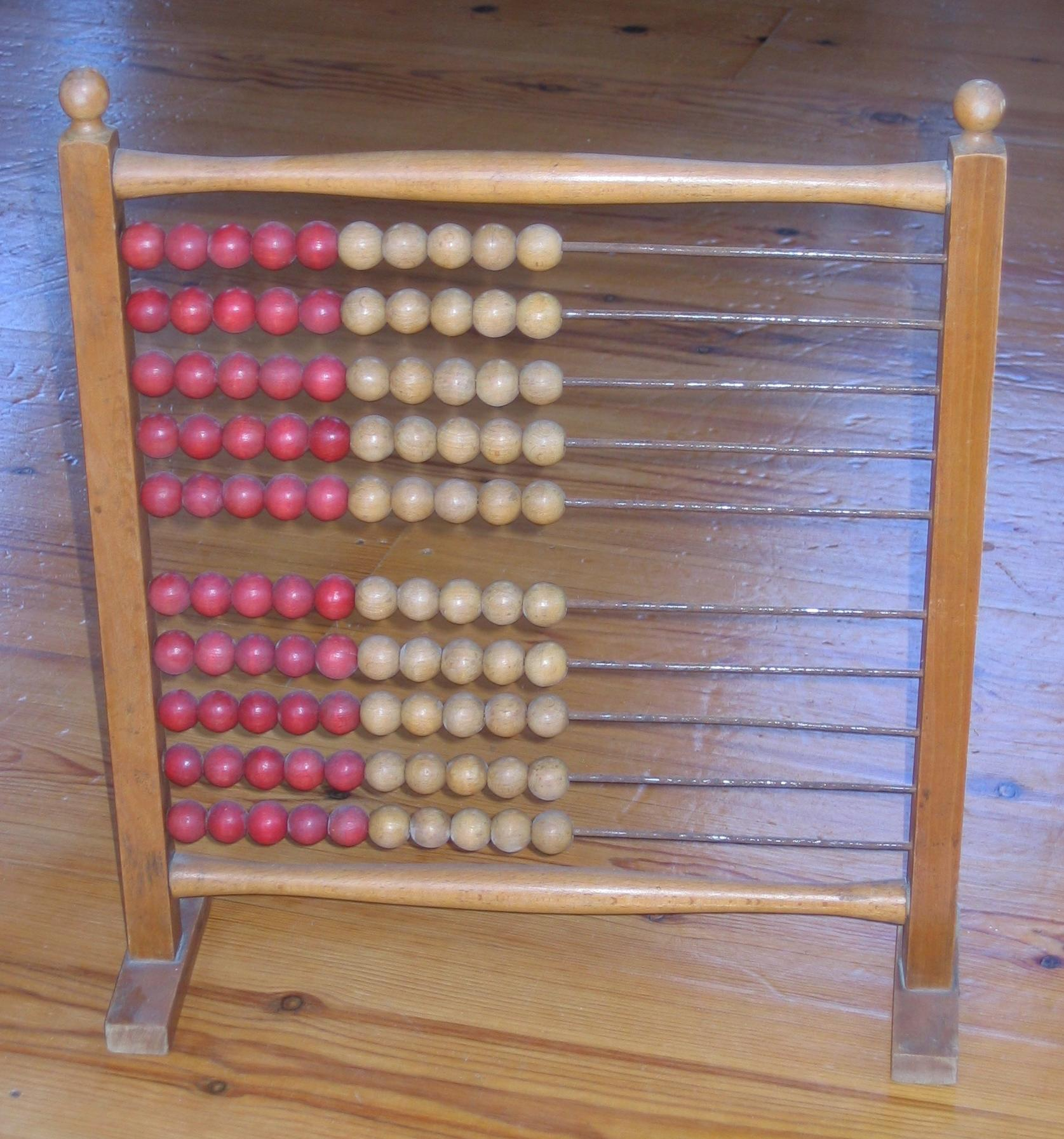
Ábaco utilizado en una escuela primaria.

La tecnología educativa es definida como el espacio intelectual pedagógico que estudia los medios y las tecnologías de la información y la comunicación, sus formas de representación, difusión y acceso al conocimiento y a la cultura en distintos contextos educativos: educación escolar, educación no formal, educación informal, educación a distancia y educación superior.

## Definición
Siguiendo a Edith Litwin, se debe entender la tecnología educativa como el desarrollo de propuestas de acción basadas en disciplinas científicas referidas a las prácticas de enseñanza que, incorporando todos los medios a su alcance, dan cuenta de los fines de la educación en los contextos socio históricos que le otorgan significación.
La tecnología educativa proporciona al docente herramientas de planificación y desarrollo necesarias para llevar a cabo los procesos de enseñanza y aprendizaje, a través de recursos tecnológicos, con la finalidad de mejorarlos para maximizar el progreso de los objetivos educativos y buscar el éxito del aprendizaje.
La tecnología educativa puede desarrollarse para lograr la alfabetización digital y la fluidez tecnológica. Los ámbitos de formación pueden ser: presenciales en espacios de formación con equipos tecnológicos, semi-presenciales, o en línea cuando se utilizan tecnologías móviles (m-Learning), entre otros.
Aspectos de la tecnología educativa:
- Teoría y práctica de los enfoques educativos para el aprendizaje.
- Herramientas tecnológicas y medios que ayudan en la comunicación del conocimiento y en su desarrollo e intercambio.
- Learning Management System (por sus siglas, LMS) para la gestión de estudiantes, planes de estudio y sistemas de información de gestión educativa (EMIS); Learning Experience Platform (por sus siglas, LXP) que es una plataforma de aprendizaje que se puede personalizar de acuerdo al usuario.
- Tecnología educativa para la gestión administrativa, para la capacitación de sistemas de gestión logística y de administración del presupuesto.
- Learning Récord Store (por sus siglas, LRS) para el almacenamiento y análisis de datos de aprendizaje.
- Tecnología educativa en sí misma como un tema educativo; dichos cursos pueden denominarse "Informática" o "Tecnología de la información y la comunicación (TIC)".

## Términos relacionados
La tecnología educativa es un término polisémico que incluyen ambos los materiales físicos y los procesos, así como las bases teóricas para apoyar la enseñanza-aprendizaje. La tecnología educativa no está restringida a la tecnología de alta gama, sino que mejora el aprendizaje en aula con el uso de aula invertida, enseñanza tradicional o enseñanza en línea.
Un profesional en la tecnología educativa es aquel que está altamente entrenado en el ramo. Estos profesionales analizan, diseñan, desarrolla, implementan y evalúan procesos y herramientas para mejorar el aprendizaje. Mientras que el término educational technologist es usado principalmente en Estados Unidos y Canadá, en países de Latinoamérica el concepto no es tan difundido.
La tecnología educativa moderna es una parte importante de la sociedad el día de hoy, la actual revolución tecnológica digital, apoyada en la informática y las telecomunicaciones representan una nueva tendencia y por lo tanto nuevos roles a desempeñar.  Es así que, la tecnología educativa engloba el aprendizaje visual, la tecnología instruccional, las tecnologías de la información y de la comunicación  (TICs), la tecnología del aprendizaje, el aprendizaje multimedia, el aprendizaje basado en la tecnología, la codificación, el aprendizaje mediante cómputo, la asistencia mediante ordenadores, el aprendizaje mediante Internet, el aprendizaje flexible, el aprendizaje mediante la red, la educación en línea, la colaboración educacional y digital, el aprendizaje distribuido, la comunicación mediante equipos de cómputo, el ciberaprendizaje, la instrucción multimedia, la educación virtual, los ambientes personales de aprendizaje, el aprendizaje en la red, los ambientes virtuales de aprendizaje y la educación digital.
Cada uno de estos numerosos términos tiene sus proponentes, quienes resaltan sus características distintivas. Sin embargo, muchos términos y conceptos en la tecnología educativa han sido definidos de una manera dispersa. Por ejemplo, en una revisión a la literatura de Fiedler se puede encontrar numerosas discrepancias respecto a los componentes de un ambiente personal de aprendizaje. Adicionalmente, Moore observa estas tecnologías y enfatiza características en particular como lo son los enfoques digitales, los componentes o sus principales métodos, en lugar de que estos sean fundamentalmente diferentes en un concepto o principio. Por ejemplo, el aprendizaje móvil enfatiza la movilidad, la cual permite asincronía, accesibilidad y ubicaciones flexibles en el aprendizaje; sin embargo, su propósito y conceptos principales son los mismos de la tecnología educativa.
En la práctica, conforme la tecnología ha avanzado, los aspectos terminológicos que estaban bien definidos fueron enfatizados por el nombre y se han mezclado en el campo general de la educación tecnológica. Inicialmente la enseñanza virtual era definida en un sentido semántico en el cual se implicaba entrar en una simulación del ambiente en un mundo virtual, por ejemplo en el tratamiento de estrés postraumático. En la práctica, un curso virtual educativo se refiere a todo ello, o al menos la mayoría de estos son impartidos en internet. "Virtual" es utilizado en un sentido amplio de la palabra en el cual se describe un curso que no es enseñado en un aula cara a casa sino mediante un modo que reemplaza a lo que conceptualmente se conoce como enseñanza virtual en el aula, lo cual significa que las personas no requieren ir a un aula a tomar las lecciones. Adicionalmente, la educación virtual se refiere a una forma de enseñanza a distancia en la cual el contenido del curso es impartido mediante varios métodos como lo son el manejo de aplicaciones multimedia, recursos multimedia, y videoconferencia. La educación virtual y simulada presenta oportunidades de aprendizaje como lo son los juegos y ofrece oportunidades a los estudiantes para vincular aulas a situaciones reales.
El contenido educativo que se encuentra intencionalmente insertado en los objetos se encuentra alrededor del estudiante, el cual puede estar o no consciente del proceso de enseñanza-aprendizaje, el cual utiliza una interfaz personalizada y materiales que se adaptan al individuo, quien recibe instrucciones personalizadas con acceso a recursos digitales y oportunidades de aprendizaje en una variedad de lugares y en varios lugares. Todo esto se conoce como aprendizaje inteligente, el cual es un componente de una ciudad inteligente.

## Ventajas del empleo de las TIC en el aula
“El proceso de enseñanza-aprendizaje debe de estar ligado a la actualidad y a la sociedad de la información y del conocimiento de la que formamos parte. Por ello, es imprescindible incorporar las TIC en este proceso educativo”. Sin embargo, el empleo de las TIC en educación no se limita a una razón de actualidad, sino que las ventajas que aportan son numerosas: 
- Permiten crear entornos más flexibles para el aprendizaje.
- Eliminan las barreras espacio-temporales entre el profesor y los estudiantes.
- Facilitan y desarrollan las capacidades comunicativas.
- Favorecen tanto el autoaprendizaje como el aprendizaje colaborativo.
- Rompen los escenarios formativos tradicionales.
- Ofrecen nuevas posibilidades para la orientación y la tutorización de los estudiantes.[13]
- Aumentan la motivación del alumnado.
- Permiten al alumnado formar parte de su aprendizaje de manera activa.
- Aportan enfoques didácticos interdisciplinares y participativos permitiendo que el alumnado relacione la materia con el mundo real.[14][12]
- Favorecen el aprendizaje por descubrimiento o indagatorio.[15]

## Evolución
La TE como disciplina, tuvo lugar en Estados Unidos en la década de 1950. En este sentido, ha dado lugar a diferentes enfoques o tendencias que se conocen como enseñanza audiovisual, enseñanza programada, tecnología instruccional, diseño curricular o tecnología crítica de la enseñanza.
| Tabla 1: Evolución de la tecnología Educativa (TE) Como Disciplina | |
| Las raíces de la disciplina                                        | En los años cuarenta con influencias de la formación militar estadounidense.                                                              |
| Los años cincuenta y sesenta                                       | La fascinación por los audiovisuales y la influencia conductista.                                                                         |
| La década de los años setenta                                      | El enfoque técnico-racional para el diseño y evaluación de la enseñanza                                                                   |
| Los años ochenta y noventa                                         | La crisis de la perspectiva tecnócrata sobre la enseñanza y el surgimiento en el interés en las aplicaciones de las tecnologías digitales |
| El comienzo del siglo XXI                                          | Eclecticismo teórico e influencia de las tesis postmodernas                                                                               |

Se consideran tres etapas en la evolución del desarrollo de la TE hasta los años ochenta: 
- Una primera, donde la TE era concebida como “ayudas al aprendizaje” en la que se pretendía la introducción en la enseñanza de nuevos instrumentos y máquinas.
- Una segunda, en la que se plantea como “ayudas al aprendizaje” en la buscaba la optimización de los aprendizajes que ocurren en el aula a través de metodologías bien diseñadas.
- Y una tercera, referida a la TE como “un enfoque sistemático de la educación”.

En los años setenta la comunidad académica vinculada con la TE había ya alcanzado un cierto consenso conceptual y de contenido en torno a dicha disciplina. Esta, como hemos visto, se entendía como un conjunto de procedimientos basados en el conocimiento científico, que permitían diseñar y desarrollar programas educativos de modo sistemático y racional. A lo largo de esa década se publicaron manuales en torno a la Tecnología Educativa, que a pesar de sus lógicas variantes, en todo caso más formales que conceptuales, coincidían en ofrecer un cuerpo de conocimientos suficientemente coherentes y sólidos sobre cómo organizar las variables que inciden en el aprendizaje, con el fin de planificar ambientes y procesos instructivos dirigidos al logro de objetivos educativos.
A finales de los años setenta y sobre todo en la década de los ochenta, comenzaron a emerger y generalizarse numerosos cuestionamientos, reflexiones, críticas, y descalificaciones, en torno a lo que había sido la evolución de la TE y de la validez y utilidad de la misma para los sistemas educativos. La Tecnología Educativa, tal como había sido conceptualizada en años anteriores, había entrado en crisis, ya que se le criticaba su concepción técnico-racionalista sobre la enseñanza, a modo de ingeniería educativa, así como la falta de suficiente fundamentación teórica y conceptual. Los signos y evidencias de ello fueron numerosas: desde una reducción de las publicaciones en torno a la misma, hasta las voces que sugirieron su desaparición, pasando, por supuesto, por la limitada incidencia sobre los sistemas escolares. Las críticas formuladas se pueden sintetizar en los siguientes fundamentos:
- El contexto de surgimiento y uso de la TE es propio de instancias y ambientes académicos, y no tanto de los propios centros escolares.
- El profesorado y los centros educativos han sido considerados como meros consumidores de la TE, y no como agentes con responsabilidad de decisión sobre la misma.
- Desorientación y desánimo en los tecnólogos educativos por la ausencia de señas de identidad claras en la disciplina.
- En la TE subyace una concepción de la naturaleza del proceso instructivo de carácter estandarizado y unidireccional.
- La TE desconsidera totalmente el pensamiento y culturas pedagógicas de los profesores.
- La TE se presenta como un enfoque de transformación y mejora de los sistemas educativos, pero apenas tuvo influencia sobre el cambio y la innovación escolar.
- La TE no tiene en cuenta las aportaciones de la sociología curricular.
- La TE concibe el proceso instructivo como un proceso aséptico de influencia ideológica.[17]

### Tecnologías aplicadas a la educación
Las TIC han influido en los procesos educativos tanto de la educación en modalidad presencial, así como en la educación en línea, y también en las formas de comunicación entre los actores educativos. Estos hechos permiten nuevas formas de interacción, representan una oportunidad de responder a las necesidades que demanda la sociedad, mediante su inclusión en la planificación curricular.
Dependiendo del tiempo y las necesidades varían las herramientas que se utilizan en la educación:
- Servicios en la nube: Google Drive, Onedrive, Dropbox, Nextcloud.
- Mensajería y redes sociales: Skype, WhatsApp, Google Chat, SnapChat, Telegram, Matrix, Allo, Twitter y correo electrónico.
- Presentaciones de contenido: Slideshare, Prezi, Padlet, Emaze, Jamboard,  entre otros.
- Herramientas colaborativas: foros, Blogs, wikis,  Webquest, y Padlet.
- Plataformas y campus en línea: GoCongr, Moodle, Google Classroom, Teams de Microsoft, y TedEd.[20]
- LMS: Edmodo, Schoology, entre otros.
- Plataformas educativas de microlearning: Luca, Edapp y otras herramientas educativas de microlearning.[21]

#### Herramientas de creación
Las herramientas de creación se asocian con programación, donde los usuarios no solo consumen información sino que crean información, contenidos y programas, por lo cual están relacionados con herramientas de programación:
- Scratch
- Turtleblocks
- APP Inventor
- Wikimedia y sus herramientas

Así también existen páginas para aprender a programar y desarrollar proyectos:
- La hora del código
- Codecademy
- Code HS

##### Herramientas de creación y publicación de contenidos didácticos
Son herramientas digitales de desarrollo de contenidos que facilitan la transmisión de  ideas y la transferencia del conocimiento, integrando con facilidad los proyectos desarrollados en el ámbito digital de la Sociedad de la Información y el Conocimiento así como aumentando su difusión y por tanto, su capacidad para captar el interés y atraer la atención de todo tipo de público.
- Constructor
- Cuadernia
- Exe Learning
- EdiLim

### Características de la TE como herramienta de enseñanza-aprendizaje
Las características fundamentales de la tecnología como herramienta educativa son:
- Estudiar las estrategias de enseñanza multi-medial, integrando las nuevas y antiguas tecnologías.
- Compaginar la teoría y la práctica.
- La tecnología educativa no se ha de confundir con informática educativa, aunque ésta debe ocupar un espacio importante en los programas de tecnología educativa, mejorando la calidad del proceso educativo.

#### La TE como herramienta de inclusión
Existen múltiples herramientas tecnológicas que permiten que personas con cualquier tipo de discapacidad pueda acceder al proceso de enseñanza-aprendizaje. Las TIC facilitan el proceso de enseñanza-aprendizaje respetando los ritmos de aprendizaje de cada estudiante. A continuación se presentan los distintos recursos tecnológicos que están disponibles con estos fines:
- Discapacidad visual: lector de textos, lupas electrónicas, reproductores de audio especiales, entre otros.
- Discapacidad auditiva: bucles magnéticos, amplificadores, avisadores luminosos.
- Discapacidad intelectual: pulsadores y teclados especiales.
- Discapacidad motora: dispositivos para el manejo del teclado y ratón, mandos, brazos de posición, portátiles y sistemas de fijación.

## Tecnología educativa apropiada y crítica
La conceptualización de tecnología educativa que se ha presentado a lo largo de su evolución, es aplicada de modo descontextualizado, sobre todo en las propuestas educativas de los países del sur del mundo, a través de las TIC. Desde la década de los 90, el concepto de «tecnología educativa apropiada y crítica» rescata todos los movimientos que nacen en la década de 1980 en Inglaterra, incorporando estas líneas y la revalorizando los recursos no convencionales para la educación. Existe una gran variedad de recursos, desde los artesanales y cotidianos, que no requieren alto equipamiento o infraestructura, hasta los aparatos electrónicos más actuales y sofisticados, que hoy son de menor coste, muchos se consiguen de modo gratuito en Internet, con la posibilidad del open source, es decir, con muchas facilidades.
En la tecnología educativa apropiada y crítica, toman vigor las tecnologías de la información y la comunicación. Estas constituyen redes que favorecen el aprendizaje colaborativo. Se podría pensar en un modelo circular de la comunicación, es decir, las comunicaciones son bidireccionales y dan lugar a la construcción en conjunto del mensaje o del conocimiento. Si es un modelo circular, los sujetos no son considerados ni el origen ni el fin de la comunicación, sino que simplemente participan en ella en algún trayecto de la misma. Esto a su vez permite que el alumno adquiera un rol activo en su proceso de aprendizaje. De esta forma son los alumnos, junto con los profesores, quienes construyen el conocimiento utilizando como soporte las redes, al mismo tiempo que se favorece el desarrollo de las facultades superiores del pensamiento en los alumnos.
La tecnología educativa apropiada constituye un movimiento que se esfuerza por revalorizar, reformular y mejorar las formas más sencillas que el ser humano ha empleado para crear procedimientos técnicos con herramientas y procesos sobre la base de su sentido común, con las técnicas existentes o que poseía según circunstancias específicas. Todo ello se halla atravesado por las ciencias. La tecnología educativa apropiada se trata de:
- Recuperar tecnologías tradicionales, que han servido a la transmisión y expresión cultural.
- Adaptar tecnologías modernas.
- Desarrollar tecnologías nuevas que satisfagan las necesidades de un modo creativo.

La tecnología educativa apropiada surgió así para que, a través de la formación de personas y grupos, mediada por las tecnologías varias, pueda estar al servicio de la consolidación de la democracia en la educación y, por ende, de la equidad en la sociedad y la cultura.  Se constituye en un área de trabajo y enfoque investigativo  de la teoría y práctica pedagógica general y de acento local. De este modo, se consolida un cambio reflexivo de adaptación y apropiación de principios científicos, procesos y productos tecnológicos, todos ellos facilitadores de prácticas educativas comprometidas con el cambio cultural. Se propone que sea discutida como un campo disciplinar especial de producción e investigación de conocimiento abierto y reflexivo. Se considera que su objeto de estudio son las mediaciones tecnológico-educativas, como entornos y herramientas socio-histórico-culturales, semiológico-didácticas en diversos soportes, que provocan diferentes dominios en la estructuración socio-cognitiva de la persona que aprende de modo situado y distribuido, inscriptas en las prácticas de la enseñanza formal y no formal, presencial y remotas, en formatos de aprendizaje electrónico (o e-learning puro o mixto o blended learning), y otras formas asociadas a manifestaciones electrónicas y virtuales tales las redes, IPod, YouTube, etc.

## Herramientas de red
Hoy en día disponemos de diferentes herramientas y plataformas que se pueden utilizar en las aulas, ya sea para la comunicación con los alumnos, el seguimiento o incluso la evaluación de diferentes habilidades. Las plataformas permiten aplicar técnicas de E-learning, pero para que ello se cumpla, se necesita que reúnan unas características mínimas, como: 
- Que sea en red.
- Que se haga llegar al usuario final a través de un ordenador utilizando estándares tecnológicos de internet.
- Que se amplíe la perspectiva del aprendizaje de modo que avance un paso más allá de los paradigmas tradicionales de la formación.[32]

Si por los menos se cumplen estas características, estaremos hablando de plataforma de enseñanza virtual. Estas se pueden dividir en varios tipos:
- Plataformas comerciales. Hacen referencia a las plataformas que para utilizar, se debe pagar por ellas.
- Plataformas de software libre. Hacen referencia a las que son gratuitas para todos. Un ejemplo muy utilizado hoy en día es Moodle.[33]
- Plataformas de software propietario. Son las que se desarrollan e implementan dentro de la propia institución educativa.

## Modelos de distribución de las TIC en la escuela

### Modelo de laboratorio o gabinete de informática
Este modelo nace a mediados de la década de 1980 (entre 1985-1990) y es el resultado de iniciativas económicas y pedagógicas. Este proyecto implicaba dos modalidades: como apoyo didáctico en el aula y para la enseñanza del LOGO y el BASIC.
Dentro del marco pedagógico, el modelo de laboratorio estaba incluido en una materia específica de informática que enseñaba a utilizar algunos programas. Las clases eran llevadas a cabo por ingenieros o técnicos del área de informática u ocasionalmente eran utilizadas por profesores que proponían alguna actividad específica a realizar con las máquinas. El modelo de laboratorio posibilita la distribución de un número considerable de alumnos por equipo, cada grupo sentado frente a las máquinas y de espaldas al docente y entre sí (configuración habitual). Esta estructura posicional tiene una fuerte importancia para promover el trabajo individual. También, los alumnos reciben instrucciones dirigidas a desarrollar habilidades en el manejo del teclado, adquieren conocimientos básicos sobre el funcionamiento de las diferentes partes de las computadoras, practican con procesadores de texto y quizás aprenden algo de programación, mediante algún lenguaje como el BASIC.
Cabe destacar que las aulas estaban equipadas por equipos de diferentes generaciones, por lo que no todos los dispositivos contaban con las mismas funciones. Esta heterogeneidad de equipos reflejaba así una disparidad de saberes en el grupo escolar. Este modelo, fue muy utilizado en Argentina y en otros países estuvo muy criticado debido a que no lograba efectuar una integración de currículum y quedaba restringido al uso de algunos docentes. Además pone en evidencia dificultades operativas en la escuela, es decir, la utilización de estos espacios depende de la autorización de ciertos actores de la institución.

### Modelo 1 a 1
La primera experiencia de este proyecto tuvo lugar en Uruguay, por medio del Plan Ceibal (Conectividad Educativa de Informática Básica para el Aprendizaje en línea).
En Argentina, surge en la década de 1990, la primera provincia partícipe de este modelo fue San Luis, a cargo del proyecto “Todos los chicos en la Red”. Este proyecto consistió en la entrega de computadoras para niños de nivel primario, que contaban con un software de apoyo escolar de determinadas localidades de la provincia, zona rurales y semirrurales y un ordenador portátil a cada maestro de las escuelas, que además debían ser capacitados. El proyecto obtuvo buenos resultados, en su función de relacionar a los alumnos y los docentes con las tecnologías. Esto demuestra que tal iniciativa es efectiva para achicar la brecha digital en el acceso a las nuevas tecnologías de los sectores más pobres.
En la provincia de Río Negro, al igual que la provincia mencionada anteriormente, este modelo consiste en la distribución de equipos de computación portátiles a estudiantes y docentes de forma individual, de manera tal que cada uno podrá realizar múltiples tareas, —buscar información, leer textos, consultar libros, ver imágenes, tomar fotografías entre otros— conseguir acceso personalizado, directo ilimitado —el equipo no es compartido— y ubicuo —se produce y consumen contenidos en cualquier lugar— lo que facilita el trabajo dentro y fuera de la clase y la movilidad de puestos de trabajo en el aula.
El objetivo de este proyecto, es optimizar la calidad educativa y formar a los jóvenes de las escuelas secundarias. Además, los alumnos tendrán la posibilidad de manejar grandes volúmenes de información y el uso individual de los dispositivos permite darles continuidad a las tareas tanto dentro y fuera del aula.
Sin embargo, el modelo es exitoso cuando responde a una necesidad del proceso enseñanza aprendizaje; cuando existe un piso básico de cultura tecnológica que asegura su utilización de forma efectiva y cuando es posible garantizar la dotación de aparatos a todos los alumnos y no solo a una parte o sector de ellos. Existe un manual para iniciarse en el modelo 1 a 1 donde encontraremos las infinitas producciones que se pueden trabajar en el aula.
Cabe destacar que con la implementación del modelo 1 a 1, se produjo un cambio en el rol del docente, en cuanto a su función de transmisor de la información y poseedor del conocimiento, es decir, dejó de ser la única fuente de la información, los estudiantes comienzan a tener un papel más activo, pasando de meros receptores y acumuladores a producir y gestionar su conocimiento. Con sus computadoras portátiles tienen la posibilidad de acceder a diferentes fuentes de información con el propósito de construir su propio conocimiento de forma autónoma en la escuela con la guía del docente que pasa a ser un facilitador, un intermediario del conocimiento o fuera de ella, promoviendo un aprendizaje ubicuo.

#### Aulas digitales móviles (ADM)
Un aula digital móvil se entiende como un dispositivo tecnológico de estructura modular. La diversidad de equipos y la posibilidad de que funcionen en forma autónoma o interconectada hace que se puedan adquirir distintos formatos a partir de la combinación de sus distintos componentes. De allí es que un Aula Digital Móvil está en condiciones de adecuarse a la diversidad de propuestas pedagógicas que pueden plantearse en el Nivel Primario.
Este modelo se orienta a instituciones educativas de nivel primario, cuyo objetivo se fundamenta en la introducción de los alumnos en el uso de herramientas digitales necesarias para desenvolverse en su vida futura. Un ADM se define como un conjunto de terminales y periféricos que pueden circular por toda la escuela en una estructura metálica conocido como "carro virtual". Dentro de la institución, este modelo posibilitará —en algunos casos— disponer de servidores de aula, Netbooks, enrutadores, proyectores digitales, pizarrones digitales, altavoces, impresoras, cámaras de fotos y pendrives, por ello surge una nueva configuración del aula.
El aprendizaje móvil proporciona un entorno en el que los estudiantes pueden negociar significados de manera ubicua,  reflejando y evaluando su propio desempeño a través de interacción y retroalimentación en tiempo real. La comunicación oral a través de teléfonos celulares  es una herramienta poderosa para desarrollar la competencia oral en la segunda lengua.
La comunicación mediante teléfonos móviles supone un recurso disponible donde las interacciones entre alumno, tarea y entorno virtual, junto con las características ubicuas, espontáneas y personalizadas de estos dispositivos.

## Sistemas de información y gestión educativa
Los sistemas de información y gestión educativa (SIGED) constituyen herramientas digitales diseñadas para gestionar eficientemente los procesos administrativos y educativos en instituciones académicas, contribuyendo además a la sostenibilidad mediante estrategias tecnológicas “verdes”. Estos sistemas se utilizan para el registro de estudiantes y docentes, el monitoreo de la asistencia y la retención escolar, y la administración de recursos en centros educativos. Su implementación tiene el potencial de reducir el uso de papel y minimizar los desplazamientos necesarios para realizar gestiones educativas, lo cual resulta en beneficios tanto económicos como ambientales.
El uso de los SIGED permite centralizar y automatizar procesos clave a través de plataformas digitales, favoreciendo una administración ágil y eficiente. Entre sus ventajas se encuentra el desarrollo de centros de datos sostenibles que emplean equipos energéticamente eficientes, como computadoras y tabletas de bajo consumo, lo cual contribuye a la reducción de la huella de carbono en el sector educativo. Además, el uso de materiales educativos digitales, como libros y cuadernos electrónicos, se presenta como una alternativa para reducir la dependencia del papel en actividades pedagógicas.
En algunos países de América Latina y el Caribe, se han impulsado proyectos de SIGED orientados a la justicia social, promoviendo la inclusión y mejorando la calidad de la educación a través de herramientas tecnológicas. La implementación de estos sistemas ha permitido el seguimiento detallado de trayectorias educativas, lo que facilita la personalización de estrategias para cada estudiante, grupo o institución. También se ha observado que los SIGED pueden mejorar la gestión de recursos humanos en el ámbito educativo, al proporcionar información detallada sobre la ubicación y las actividades de los docentes y otro personal de apoyo en el sistema escolar.
Asimismo, en el contexto de la educación a distancia, los SIGED pueden servir como una plataforma de apoyo para la realización de tutorías y modalidades de educación flexible. Estas opciones no solo contribuyen a reducir el traslado de estudiantes y docentes, sino que también brindan una alternativa de aprendizaje adaptable a diversas necesidades, permitiendo una integración más sostenible en el marco de la tecnología educativa.

## Tecnologías de información y comunicación en la educación superior
En la actualidad los estudios superiores se encuentran con un gran desarrollo para la Educación, debido a los grandes avances tecnológicos. Esto trae ventajas y desventajas para los estudiantes y maestros, ya que tienen que acoplar sus actividades a las nuevas tecnologías.

## Metodologías de aprendizaje de lenguajes de programación
Son metodologías aplicada para aprender lenguajes de programación, en la cual áreas como la informática y la ingeniería de sistemas logran enseñar la lógica de determinado lenguaje de programación. En esta tecnología se toman áreas de sistemas cognitivos aplicados a la tecnología educativa.También se aplica la inteligencia artificial para generar un ambiente de aprendizaje alternativo. A continuación se describirán diferentes metodologías que han sido usadas con el fin no solo de enseñar en pregrados de ingenierías de sistemas, sino en generar a cualquier estudiante que esté aprendiendo a programar y las principales fases en las que se desarrollan.

### Teaching Information Processing Language
Los primeros intentos de generar programas y espacios en los cuales fuera más intuitivo y didáctico el aprendizaje de un lenguaje de programación fue dado 5 años después de la creación del IPL (Information Processing Language). El TIPL (Teach Information Processing Language) surgió como un sistema que asiste a estudiantes que están aprendiendo el lenguaje IPL. En el ciclo de problema-solución, existe un mecanismo que evita que el programa entre en loop se denomina kickoff deck. Esta función permite modificar problemas con soluciones “manuales”. Para cumplir su objetivo posee más de 13000 palabras almacenada en su banco de datos. El TIPL se conforma de un conjunto de tarjetas con paquetes de información específicos para cada actividad planteada. El programa posee 6 fases: student´s routine, checking routine, cycle limit, kickoff routine y standart cycle limit.
- Student´s Routine: Son las entradas que el estudiante genera a partir de premisas (problema) en donde trata de resolver el problema.
- Checking Routine: Es una fase en la que el programa revisa si el script que ha introducido el estudiante opera correctamente. Esta respuesta es lo más descriptiva posible, ya que busca el total entendimiento del estudiante.
- Cycle Limit: Posterior a la revisión, se da un límite en lo que el estudiante puede escribir para evitar posibles bucles de información.
- Kickoff Routine: Esta fase respalda la fase de checking, ya que revisa cada línea de código una segunda vez, en caso de que la fase anterior este herrada.
- Standard Cycle Limit: En esta fase el programa calcula los posibles ciclos del programa introducido por el estudiante y le impone un límite de 1000 repeticiones.
- Cicle Stopper: la fase de cycle stopper genera un output de reflexión sobre la eficiencia de la rutina establecida por el estudiante.

Este programa de enseñanza ha sido precursor de sistemas como Wiring o Arduino, en la cual se genera una plataforma que notifica al estudiante sobre problemas en su código, a partir de retroalimentaciones en un panel independiente al que contiene el código. También es posible afirmar que la fase de checking routine corresponde a la función de compilado que posee Arduino u otros. En general, el programa le permite identificar al estudiante tanto las limitaciones como todas sus posibilidades.

### Sistemas enseñanza/aprendizaje inteligentes
Los Sistemas enseñanza/aprendizaje inteligentes implementan la inteligencia artificial con el fin de generar una experiencia de aprendizaje en la cual se usa como modelo el razonamiento humano. En este tipo de programas posee un algoritmo que puede resolver problemas y formular diagnósticos y provee explicaciones a los estudiantes. Todas estas actividades están estructuradas bajo un banco de datos donde hay estrategias de instrucción y de resolución de problemas. Esta metodología se denomina como inteligente porque se asocia a la capacidad de moldearse al desarrollo del estudiante a través de una enseñanza individual.
Este sistema al adaptarse de manera personalizada al estudiante se le denomina modelo el estudiante. En este modelo se va almacenando información sobre el alumno además de la dinámica interpretativa variante. El programa en la constante interpretación también genera procesos de inferencia a partir de los datos ya disponibles denominados procesos de diagnóstico. A partir de estas acciones se implementaron técnicas de inteligencia artificial en el sistema de enseñanza/aprendizaje. Las técnicas serán descritas a continuación:
- Sistemas basados en reglas: en esta técnica se generan cadenas de inferencias en donde un problema se va moldeando varias soluciones. Luego dichas influencias serán depuradas y mejoradas a través del programa que dirige la enseñanza. Sin embargo se puede producir a partir de una conclusión o solución posible a un problema y buscar evidencia que den cuenta de esta.
- Sistemas basados en marcos básicos básicos: se enmarca visualmente el conjunto de problemas y sus posibles soluciones.
- Árboles de decisión: Tomar decisiones de la manera más simple y primitiva de acuerdo con la relación atributo/valor.
- Redes neuronales artificiales: Basan su funcionamiento en generar la información contenida en los ejemplos de calentamiento. Posee un RNA artificial que funciona como transmisor de datos estructurados de la siguiente manera: modelo de neurona, topología y estrategia de aprendizaje de cada bit de información.
- Redes Bayesianas: se basa en el teorema de Bayes[48] y teorías de inferencia estadística. El tipo de inferencia que se da es abductiva y predictible.
- Razonamiento basado en casos: El razonamiento se da a partir de la experiencia resolviendo otros problemas. La FRC que utiliza la semejanza y la adaptación de problemas pasados para resolver nuevos.[47]

La inteligencia artificial también se ve incorporada cuando la base del razonamiento se da a partir de mapas conceptuales. Los mapas conceptuales usados en un modelo inteligente generan una estrategia de aprendizaje en la cual se prioriza solo los conceptos necesarios y más significativos dentro de una estructura de tipo propositiva. Esta técnica se utiliza para las modalidades a distancia porque el mapa. Conceptual logra “reemplazar” al maestro. Otro aspecto fundamental de este método es el componente afectivo en donde no solo el mapa conceptual se convierte en eje de aprendizaje, sino que la actitud y emociones durante la experiencia del estudiante tienen una clara repercusión en el grado de aprendizaje.
Los sistemas de enseñanza/aprendizaje inteligentes se crean con HESEI (mapa conceptual inteligente) permite generar nodos en donde se realiza cuestionarios que mezclan el estado cognitivo y afectivo del estudiante. Los nodos se describen a continuación.
- Conceptos que deben aprender los estudiantes y a los cuales tiene libre acceso
- Conceptos que ya dominan y se tiene acceso a nodos en donde se desprende nuevos niveles de información.
- Conceptos que no domina aún, en los cuales no puede acceder acceder a estos conceptos hasta que no venza los anteriores.[47]

Para finalizar, la inteligencia artificial no solo permite generar aprendizaje a través de la razón, sino que posee un fuerte componente afectivo que permite identificar si el estudiante está motivado a aprender y en qué nodo se estanca o avanza más rápido. Esto permite generar una comunicación más personalizada.

### Aprendizaje con base en proyectos
Esta metodología fue desarrollada en la clase sistemas inteligentes del departamento de ciencia computacional e inteligencia artificial de la Universidad de Granada en España.El objetivo era generar un mayor índice de aprendizaje a través de la motivación y el interés del estudiante, ya que el aprendizaje sobre dicha área era insuficiente con las metodologías tradicionales. Esta metodología busca generar aprendizaje a partir de proyectos concretos donde se ponga en práctica los conceptos adquiridos. Para cumplir con el cometido, el grupo de profesores decide implementar los LEGO Mindstorms. Estos kits diseñados por la marca Lego, son usados en este y en cualquier nivel académico debido a su flexibilidad en el uso tanto físico, como de cualquier lenguaje de programación. En esta metodología se implementan dos momentos: Descubrimiento y aplicación. El primero permite familiarizarse con los artefactos ya establecidos, las condiciones básicas del lenguaje y la plataforma en general. El segundo momento consiste en una serie de experimentos en los cuales se van aplicando determinados conceptos en una o más acciones específicas usando el lenguaje NXT. La dificultad se incrementa gradualmente según el nivel de dificultad. Estos proyectos se estructuran de la siguiente forma:
- Sensores: En cuanto a este nivel, se parte de la base en la cual el sensor es la base fundamental del desarrollo de la robótica, al igual que la mecánica. En este proyecto, y con ayuda de los LEGO Mindstorms, el estudiante logrará entender cómo generar un programa para determinado sensor, las limitaciones y el margen de error en cuanto a la calibración de dicho artefacto. Las medidas que toma cada sensor permite identificar los puntos de mayor accionamiento y algunos errores en la programación establecida.
- Motores: En este proyecto, los motores no se trabajan como entes independientes en movimiento, sino que se condicionan al estímulo que recibe determinado sensor. Por dicha razón se empieza a pensar en la función del condicional a partir de la relación entre ambiente, estímulo y movimiento.
- Agentes reactivos y sistemas basados en reglas: Con respecto al proyecto anterior, se le da al estudiante la pauta de la creación de condicionales denominados reglas. Por ejemplo: Regla 1: IF sensor is Black THEN action = go ahead.
- Agentes basados en objetivos y algoritmos de planificación: Se aplican los condicionales en un sistema más complejo, donde el estímulo no solo es recibido, sino que hay un intérprete de la información que captan los sensores. Posteriormente a esto hay una capa deliberativa en la cual ya hay un objetivo programado que modela los datos en precondicionamientos y efectos que luego se transforman en objetivos de agentes externos a los que se aplicará la acción o el estímulo en forma de señal.[49]

## Tendencias actuales
Algunas de las principales tendencias que están surgiendo en el siglo XXI son:
- Aula invertida: Un modelo que reorganiza el tiempo que se gesta tanto dentro como fuera de clase.
- MOOC: Cursos masivos en línea que se han popularizado en los últimos meses con opciones gratuitas y de pago.
- Aplicaciones móviles: Uso de teléfonos inteligentes y tabletas con aplicaciones de bajo costo o gratuitas.
- Tablet computing: Los dispositivos como el iPad o Microsoft Surface que son adaptables a cualquier ambiente de aprendizaje.
- Aprendizaje basado en juegos: La dinámica del uso de tecnologías basadas en el aprendizaje a través de juegos y recompensas.
- Realidad aumentada: Es una tecnología que aún no se utiliza para la educación, pero con el tiempo se espera que se creen más interacciones con objetos virtuales como lo permite esta tecnología.
- Analítica de aprendizaje: El análisis de la información a la que los estudiantes tienen acceso para crear ambientes de aprendizaje.
- Storytelling: Narración de historias en el aula para que el alumnado mejore la competencia en comunicación lingüística.
- Mobile learning: Aprendizaje basado en el uso de dispositivos móviles (teléfonos, tabletas).
- Narrativa transmedia: Utilización de narraciones que se reescriben y expanden[50] con el propósito de generar una experiencia educativa. Los estudiantes se convierten en prosumidores.[51]
- Metaverso: Aprovechamiento de la virtualidad para generar experiencias educativas inmersivas apoyados en el uso de avatares, elementos en 3D y realidad virtual.[52]